# Battaglia di Slankamen
La battaglia di Slankamen (o Szlankamen) fu combattuta nel corso della quinta guerra austro turca (1683 – 1699) presso il villaggio serbo di Stari-Slankamen il 19 agosto 1691 tra le truppe imperiali austriache, al comando del margravio di Baden-Baden, Luigi Guglielmo e le truppe ottomane comandate dal Gran Visir Fazıl Mustafa Köprülü. La battaglia terminò con la schiacciante vittoria delle truppe imperiali su quelle avversarie, il cui capo perì nella battaglia stessa.

## Antefatti
Nel 1683 i turchi scatenarono la guerra contro l'impero asburgico con un'offensiva che portò il loro esercito ad assediare nuovamente la città di Vienna ma la conquista della capitale nemica non avvenne poiché l'esercito turco, guidato dal Gran Visir Kara Mustafa fu pesantemente sconfitto nella battaglia di Kahlenberg il 12 settembre dello stesso anno.
Dopo questa battaglia l'iniziativa era passata all'esercito imperiale.
Negli anni seguenti le truppe imperiali riuscirono gradualmente a cacciare i turchi dall'Ungheria e dalla Transilvania; nel 1686, dopo un assedio durato due anni, fu conquistata Buda e l'anno successivo i turchi furono nuovamente sconfitti a Mohács (2 agosto). Ad agosto del 1688 il principe Massimiliano II Emanuele di Baviera mise sotto assedio Belgrado ed il 6 settembre la città fu presa dalle truppe imperiali. Ma già venti giorni dopo le truppe del re di Francia Luigi XIV marciavano nella valle del Reno iniziando la guerra di successione del Palatinato.
Nel 1688 l'imperatore Leopoldo I dovette trasferire gran parte del suo esercito sul fronte del fiume Reno. Questo determinò la rioccupazione da parte degli ottomani della città di Belgrado, seguita dall'intera Serbia, meno di due anni dopo la conquista da parte asburgica, avvenuta proprio nell'autunno di quell'anno.
Nel 1691 al comandante in capo dell'armata imperiale di stanza a Buda Luigi Guglielmo, margravio di Baden-Baden furono assegnate forze supplementari fra le quali 6 000 soldati prussiani e 2 000 soldati bavaresi: l'armata così raggiunse l'organico di circa 50 000 combattenti con un'artiglieria di 90 bocche da fuoco.
Luigi Guglielmo intendeva costringere l'esercito ottomano a dare battaglia e sconfiggerlo. Egli sperava in una vittoria decisiva, come era successo l'anno precedente nella seconda battaglia di Mohács, con perdite da parte del nemico di forte entità.
Appena si venne a sapere che l'esercito ottomano si stava muovendo su Belgrado, l'esercito imperiale marciò oltre Osijek lungo la riva meridionale della Sava e del Danubio, anch'esso verso la capitale serba. Il margravio stabilì nei pressi di Petrovaradin una base logistica, dalla quale il suo esercito proseguì dopo il rifornimento e sotto la protezione di una flottiglia fluviale sul Danubio.
Allorché l'esercito imperiale il 12 agosto si avvicinò a Semlin, nella zona periferica di Belgrado, si scoprì che una forza ottomana preponderante, composta da circa 90 000 soldati e dotata di circa 200 bocche da fuoco era attestata in una postazione trincerata.
L'esercito imperiale rimase due giorni presso Semlin, schierato in ordine di combattimento in attesa dell'attacco turco che tuttavia non ebbe luogo. In sua vece furono il caldo e la mancanza di rifornimenti a provocare le prime perdite. Infine il margravio di Baden-Baden decise di indurre i turchi ad attaccare fingendo una ritirata. Con una lenta marcia le truppe imperiali si ritirarono nella località fortificata di Slankamen. Egli schierò l'esercito nello spazio fra la cittadina ed una catena montuosa, ove pensava di poter facilmente respingere l'attacco ottomano. A quel punto la consistenza di entrambi gli schieramenti si era molto assottigliata a causa della malattie, dei decessi per il caldo e delle diserzioni. Mentre l'armata imperiale poteva contare su non più di 33 000 soldati, il Gran Visir turco ne aveva ancora a disposizione circa 50 000.

## Sviluppo della battaglia

### Manovre e schieramenti
Nella notte fra il 17 ed il 18 agosto il Gran Visir Fazıl Mustafa Köprülü fece smontare segretamente l'accampamento turco. Come copertura lasciò la sua cavalleria di fronte allo schieramento nemico e spostò il resto del suo esercito, salmerie incluse, a sud oltre Kerksedin, per circondare le truppe imperiali dal fianco destro. La forza combattente turca si schierò quindi ad ovest degli imperiali su una altura presso il Danubio, sulla quale cominciò a trincerarsi. Successivamente seguì anche la cavalleria la medesima strada e si riunì all'ala destra dello schieramento turco. L'esercito imperiale si trovò quindi in una posizione precaria: sia le vie di ritirata che di rifornimento erano tagliate. L'armata turca, in forte superiorità numerica, si era arroccata su una zona più alta e inoltre sul Danubio si avvicinava una flotta turca più numerosa di quella austriaca. Già il mattino del 18 agosto un trasporto di provviste proveniente da Petrovaradin era caduto in mani turche.
Il margravio Luigi era ormai costretto ad attaccare le postazioni nemiche per liberare il suo esercito dalla tenaglia ottomana. Per fare questo però doveva prima modificarne la posizione e fino a mezzogiorno del 19 le truppe imperiali compirono una conversione totale verso ovest senza venir disturbate dal nemico: evidentemente Köprülü Mustafa era consapevole che gli imperiali erano costretti ad attaccare le sue postazioni fortificate e non volle precipitare gli eventi.
Verso le ore 15 le truppe del margravio erano pronte. All'ala destra, presso il Danubio, erano posizionati i 20 battaglioni del comandante Carlo Luigi de Souches dietro i quali, sopra un'altura, aveva preso posizione quasi tutta l'artiglieria dell'armata per poter colpire le fortificazioni nemiche. Nel centro dello schieramento erano posizionati i 17 battaglioni e 31 squadroni del corpo prussiano, al comando del generale Hans Albrecht von Barfus, mentre all'ala sinistra marciavano i 16 battaglioni ed 85 squadroni di cavalleria al comando del feldmaresciallo Giovanni Enrico di Dünewald. Le riserva era costituita da una sola unità di cavalleria al comando del principe di Holstein, dietro l'ala destra. Il piano che il margravio aveva in mente era quello di attaccare con l'ala sinistra del Dünewald per frantumare l'ala destra ottomana, cacciando i turchi dalle loro trincee e spingendoli nel Danubio, mentre i Giannizzeri non avrebbero potuto accorre in loro soccorso, bloccati nelle trincee dall'attacco del corpo centrale del Barfus e dell'ala sinistra del de Souches.

### La battaglia sulla riva del Danubio
L'ala sinistra dell'esercito imperiale andò all'attacco alle ore 15. Per assicurarsi che le sue truppe avessero sufficiente fermezza, il margravio fece avanzare i corpi di cavalleria mescolati a quelli di fanteria, il che però, anche a causa del terreno accidentato, rallentò la marcia: il piano originale di attacco, che in effetti era stato pensato soprattutto come una manovra di alleggerimento, si risolse inizialmente in un grave fallimento. I cannoni furono fatti avanzare fino a 200 passi e presero sotto il loro tiro le trincee ottomane. Dopo seguì l'attacco dei granatieri imperiali: sotto il personale comando del de Souches, essi irruppero nelle postazioni turche ma i turchi riuscirono a respingerli, il de Souches cadde ed i battaglioni imperiali dovettero ritirarsi.
Il successivo attacco da parte dei Giannizzeri pose l'ala destra imperiale in una situazione critica già solo per il fatto che, dopo la morte dei comandanti, il coordinamento del comando venne meno e fu solo grazie all'impiego di grosse batterie di cannoni ed a quello di quattro reggimenti di corazzieri della riserva, al comando del principe di Holstein, che l'attacco ottomano fu posto in gravi difficoltà. Il comando dell'ala destra, già del defunto de Souches, fu assegnato al conte Guido di Starhemberg, che condusse un secondo attacco ma anche questo fu respinto dai turchi. Benché ferito da una freccia, lo Starhemberg condusse un terzo assalto ma senza successo. Le sconfitte, specie nel corpo degli ufficiali, pesavano nel frattempo talmente, che l'intera ala destra imperiale era solo più appena impiegabile.
Nel frattempo era giunta la flottiglia nemica che, grazie alla sua schiacciante superiorità numerica rispetto al naviglio imperiale, ebbe di questo presto ragione: l'ultima linea di collegamento degli imperiali con la loro base era così interrotta.

### L'attacco della cavalleria turca
Nel frattempo l'ala destra imperiale avanzò nuovamente nel poco praticabile terreno e perse così contatto con il centro del proprio schieramento. In questa falla appena aperta Köprülü Mustafa condusse all'attacco la sua intera cavalleria. Gli Spahi ruppero la prima linea austriaca, respinsero la cavalleria imperiale e irruppero infine in un secondo scontro. Qui però incontrarono la resistenza delle unità prussiane. Il generale Barfus fece fare una conversione ad alcuni suoi battaglioni ed attaccò con questi i fianchi della cavalleria turca che si trovò così presa fra due fuochi, subì gravi perdite e si diede infine alla fuga.

### L'irruzione nell'accampamento ottomano

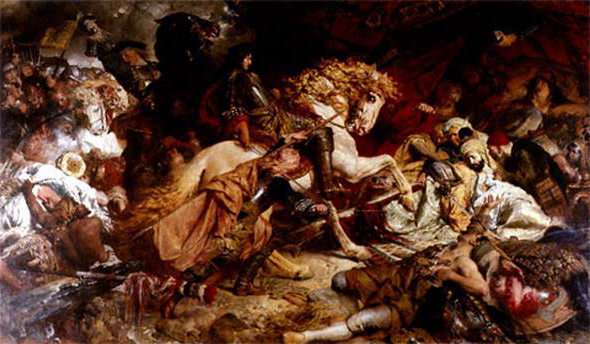
Il margravio di Baden con il morente Köprülü Mustafa; ritratto di Ferdinand Keller (1878)

Il margravio del Baden poté ora riorganizzare le truppe dell'ala sinistra. Egli rinunciò alla fine alla mescolanza fra cavalleria e fanteria e condusse gli squadroni del Düneburg verso sinistra e li rafforzò con la cavalleria di riserva del principe di Hollstein. La cavalleria imperiale riunita colpì con il successivo assalto la cavalleria turca che, dopo il fallito attacco, si stava nuovamente raggruppando e si era già raccolta in due grosse formazioni. Poiché però il suo schieramento di battaglia non era ancora completato, non poté opporre all'attacco imperiale resistenza alcuna. Al primo urto una parte della cavalleria ottomana fuggì verso ovest, mentre la maggior parte degli ottomani dell'accampamento si diede anch'essa alla fuga.
Ormai l'ala sinistra dell'esercito imperiale poté attaccare ai fianchi i turchi, privi di difesa nell'accampamento del Gran Visir. I giannizzeri si difesero disperatamente finché il loro stesso comandante in capo, il Gran Visir Köprülü Mustafa, cadde combattendo, il che li fece prendere dal panico. Fino al sopraggiungere della notte le truppe imperiali eliminarono ogni nemico nell'accampamento. Fra le vittime ci furono, oltre al comandante in capo, quindici ufficiali superiori dei giannizzeri e 18 Pascià.
L'accampamento turco cadde con tutte le salmerie e l'artiglieria nelle mani delle truppe imperiali. Le perdite di queste ultime assommarono a circa 7 000 effettivi mentre quelle ottomane raggiunsero i 25 000, il che era circa la metà della forza combattente. Il resto dell'esercito turco si era dato alla fuga o disperso e nelle settimane successive dovette essere nuovamente riorganizzato. Orgoglioso, il comandante austriaco riferì che lo stendardo del Gran Visir insieme alle rimanenti bandiere di tutti i Pascià erano state conquistate.

## Conseguenze
Già il giorno seguente, il 20 agosto, il giovane ufficiale Karl von Vaudemont, che si era distinto particolarmente in battaglia, fu inviato a Vienna con un breve rapporto.
Effettivamente la vittoria imperiale di Slankamen fu molto significativa, poiché l'esercito imperiale era riuscito a liberarsi dall'accerchiamento turco. La situazione nella quale si era trovato dopo l'aggiramento del proprio fianco era così minacciosa, che la sconfitta si prospettava come una disfatta dell'intera armata. Questa sconfitta nella guerra su due fronti degli Asburgo sarebbe stata difficile da recuperare e avrebbe avuto senza dubbio portato con sé notevoli inconvenienti. Inoltre la sconfitta turca di Slankamen costò ai turchi tali perdite, che questi sarebbero stati in grado di riprendere l'offensiva solo qualche anno dopo. Questo fu un sensibile alleggerimento per l'esercito imperiale, che in quel periodo doveva anche confrontarsi con le truppe francesi sul fronte del Reno.
In secondo luogo la vittoria diede tutta una serie di vantaggi in loco, il teatro di guerra ungherese.
Sebbene la fortezza di Belgrado fosse stata appena occupata dalle truppe turche, il margravio del Baden si ritenne troppo debole per poterla riconquistare: purtroppo, dopo la perdita dell'intera flottiglia danubiana da guerra, un rifornimento sicuro dell'esercito appariva impossibile.
L'esercito imperiale si ritirò oltre il Danubio, verso nord, prima di occupare fra le altre Lippa, Brod e Gradiška ed iniziare l'assedio di Oradea, che fu occupata il 5 luglio 1692.
L'imperatore Leopoldo I promosse Carlo Ludovico di Baden-Baden luogotenente generale dell'esercito austriaco e comandante in capo delle truppe imperiali. Il re di Spagna Carlo II d'Asburgo lo insignì dell'Ordine del Toson d'oro.